# 東吾妻町乗合バス
東吾妻町乗合バス（ひがしあがつままちのりあいバス）は、群馬県吾妻郡東吾妻町のコミュニティバスである。

## 概要
群馬県吾妻郡東吾妻町で運行されているコミュニティバス。東武バスやJRバス関東、群馬バスの廃止代替として運行されている。原町駅や日赤病院、町役場を起点に広範囲に路線が運行され、隣接する中之条町や渋川市、高崎市に乗り入れる路線もある。坂上地区ではバス拠点で各方面に乗り継ぎしやすいダイヤが組まれている。2021年からは一部路線でスクールバスとの連携やデマンド運行を開始。現在は関越交通（吾妻営業所）とローズクィーン交通に運行を委託している。

## 沿革
- 2006年（平成18年）4月 - 東吾妻町発足に伴い、合併前の代替路線の運行契約再締結。
- 2018年（平成30年）4月1日 - 中之条高校と吾妻高校統廃合に伴い大戸線と権田線を再編(大戸線を路線延長し、浅間隠温泉郷、中之条駅、吾妻中央高校に乗り入れ開始)

- 2021年（令和3年）1月8日 - 坂上地区路線再編（権田大柏木線と大戸線一部区間を水仙ちゃんバスに移行。新しいバス拠点として、旧坂上小学校校庭にさかうえバス停を整備。）
- 2021年（令和3年）3月16日 - 大戸線で新型車両導入により交通系ICカード対応[1]。

## 運賃
湯中子線、大戸線、天狗の湯線は区間制で利用区間によって異なる。
水仙ちゃんバスは大人200円(小人100円)の均一制。
乗り継ぎ割引
さかうえまたは大戸で大戸線と水仙ちゃんバスの相互乗り継ぎをする際、乗務員から乗り継ぎ券をもらうことで、乗り継ぎ先のバスで運賃が100円(小人50円)割引される。
回数券など
関越交通受託の湯中子線、大戸線、天狗の湯線では群馬県共通バスカードが使用できる。関越交通専用の尾瀬カードも使用可能である。大戸線では交通系ICカード利用可能。
ローズクィーン交通受託の路線では区域内回数券2000円(発売額1000円)を販売している。地元の高校生と高齢者向けには半年間乗り放題の共通フリーパスがある。

## 現行路線

### 湯中子線
原町駅 - (東吾妻町役場) - (日赤病院) - (太郎谷戸) - 御園 - (あずま温泉桔梗館) - (小野上駅) - 湯中子
- 便により経由が異なる。()は経由しない便あり。
- 平日のみ運行

渋川市伊香保町に乗り入れる。9人乗りジャンボタクシー(ハイエース)で運行。関越交通受託。

### 大戸線
吾妻中央高校 / 中之条駅 - (原町駅北口) - (東吾妻町役場) - (Aコープ裏) - 日赤病院 - 原町駅 - (郷原駅) - 新井 - 大戸- さかうえ
- 便によって発着地や経由地が異なる。
- ()は経由しない便あり。
- 日曜,祝日は運休。

小型バスで運行。関越交通が受託。吾妻中央高校、中之条駅のある中之条町に乗り入れる。

### 天狗の湯線
原町駅 - 日赤病院 - 東吾妻町役場 - 大戸口 - 新井 - 天狗の湯 - 岩島駅前 - 矢倉駅前 - 郷原駅 - 大戸口 - 東吾妻町役場 - 日赤病院 - 原町駅
- →方向が右回り、←方向が左回り
- 東吾妻町役場を経由しない便もある。

循環運行されており、「天狗の湯循環」「原町循環」と呼ばれることもある。東吾妻町路線バスで唯一年中運行されている。9人乗りジャンボタクシー(ハイエース)で運行。関越交通受託。

### 水仙ちゃんバス
2021年1月8日から路線バスとスクールバスが連携した「新たなバス輸送サービス」として運行されているバス。朝のみ3路線が定時運行され、その後は19時までデマンド運行になる。祝日を除く月曜～土曜日運行。ローズクィーン交通受託。

### 権田萩生線
さかうえ - 大戸 - 萩生 - 相満入口 - 権田車庫
朝2往復運行。
高崎市倉渕町に乗り入れている。

### 大柏木線
さかうえ - 霜田 - 猿谷戸 - 大柏木 - 川原湯温泉駅
朝1.5往復運行。

### 須賀尾線
さかうえ - 山鳩学園前 - 日向入口 - 清水
朝2往復運行。

### デマンドについて
朝の上記3路線の運行終了後から19時まで電話予約により利用できる。乗降ポイントは上記3路線の停留所を含む計80地点。

## 車両
ダウンサイジングが進んでおり、ほとんどの路線がハイエースである。大戸線のみ小型バス(リエッセ等)が使用されている。かつては中型バスが使われている路線もあった。